# Évreux
Évreux este un oraș în Franța, prefectura departamentului Eure în regiunea Normandia de Sus.